# Sulfosalter

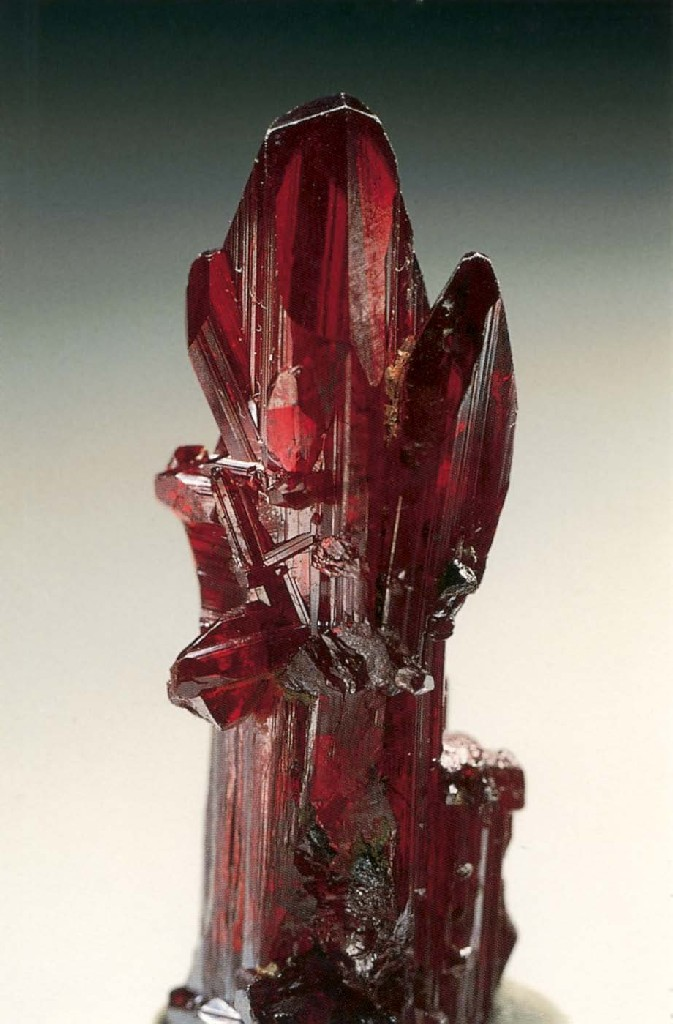
Som syns i den 4 cm höga mineralstuffen med proustit kan sulfosalter ofta vara starkt färgade

Sulfosalter är ett samlingsnamn för komplexa sulfid-, selenid- eller telluridmineral med den generella formeln Am(BnXp). I formeln betecknar A bly, silver, koppar eller andra metaller, B bland annat trevärt arsenik, antimon, vismut eller fyrvärt tellur och X vanligtvis svavel men kan också vara selen eller tellur med oxidationstal -II.
Sulfosalter har vanligtvis metallglans, låg hårdhet (Mohs 2-4) men hög densitet (4–7 g/cm3). Vid många gruvor utgör de ekonomiskt viktiga malmmineral.

## Etymologi och historia
Begreppet sulfosalt infördes under 1800-talet i analogi med oxysalter. Om exempelvis syreatomerna i anjonen arsenit (AsO3)3- byts ut mot S2- fås tioarsenitanjonen (AsS3)3- till den hypotetiska tiosyran H3AsS3. Någon fri tioarseniksyrlighet är dock inte känd.
Tioarsenitanjonen tillsammans med en eller flera metallkatjoner bildar ett sulfosalt. Samlingsbegreppet sulfosalt användes även för liknande föreningar som innehåller selen eller tellur i stället för svavel.
Fastän bindningen mellan atomerna i sulfosalter enligt modernare undersökningar är mer komplicerade än de i oxysalter har benämningen sulfosalter behållits som en praktisk benämning inom malmgeologin. 

## Bildning och förekomst
Sulfosalter förekommer i hydrotermala malmbildningar. Sulfoarseniter och sulfoantimoniter är låg- eller medeltemperaturbildningar medan sulfobismutiter fälls ut vid högre temperatur. I hydrotermala öppningar vid tektoniska spridningszoner strömmar hetvatten innehållande mineralämnen ut. Där fälls bland annat sulfosalter ut och bildar skorstensliknande strukturer så kallade black smokers. 
Mer än 220 sulfosalter är kända.

## Struktur
Sulfosalter kan betraktas som innehållande metallkatjon(er) och ett anjonkomplex. Anjonkomplexet består av sulfid, selenid eller tellurid bundna till en halvmetall ur kvävegruppen alternativt till några andra metaller såsom molybden, tenn, vanadin, wolfram med flera. Jämfört med oxysalter är joninslaget svagare och kovalent bindning starkare. Även ett visst inslag av metallbindning kan förekomma.
Strukturellt skiljer sig sulfosalter från andra kalkogenidmineral med likartad sammansättning (som exempelvis arsenikkis FeAsS genom att A-katjonen (i inledningens generella kemiska formel) inte binder till anjonkomplexets centralatom (B-atomen i den generella formeln). Vanligtvis bildar centralatomen spetsen i pyramidala anjonkomplex (BX3)3- med X-atomerna som ligander i basen.
Avvikelse från ett sulfosalts ideala formel förekommer genom att några olika atomer kan i mer eller mindre grad ersätta varandra – substitution. Även avsaknad – vakanser – av atomer på vissa platser kan förekomma. I så fall balanseras elektroneutraliteten genom ersättning av en annan atom med avvikande oxidationstal.
De pyramidala anjonkomplexen kan gruppera sig på olika sätt så att det bildas molekylära strukturer med stavar, kedjor, band, skikt, 3D-utsträckning eller enskilda grupper. 
Ett grundämne som finns i låg andel i ett mineral kan vara väsentligt i och med att det styr vilken struktur mineralet antar. Exempel är Cl- i dadsonit, Pb23Sb25S60Cl och O2- i pellouxit, (Cu, Ag)2Pb21Sb23S55ClO.
Moderna undersökningsmetoder har visat att olika sulfosalter med liknande sammansättning eller struktur kan uppträda som submikroskopiska (för litet för att kunna ses i ljusmikroskop) regelmässiga sammanväxningar. Några av dessa har tidigare ansetts vara självständiga mineral.

## Kemisk sammansättning
Sulfosalter kan klassas efter anjonkomplexets kemiska sammansättning enligt följande tabell.
| Kemisk Klassning | Kemisk Klassning             | Kemisk Klassning |
| ---------------- | ---------------------------- | ---------------- |
| Ligand           | Centralatom i anjonkomplexet | Kemiskt namn     |
| S2−              | As+III                       | Tioarsenit       |
| S2−              | Sb+III                       | Tioantimonit     |
| S2−              | Bi+III                       | Tiobismutit      |
| S2−              | Te+IV                        | Tiotellurite     |
| S2−              | (P+V)                        | Tiofosfat        |
| S2−              | As+V                         | Tioarsenat       |
| S2−              | Sb+V                         | Tioantimonat     |
| S2−              | Sn+IV                        | Tiostannat       |
| S2−              | Ge+IV                        | Tiogermanat      |
| S2−              | V+V                          | Tiovanadat       |
| S2−              | Mo+VI                        | Tiomolybdat      |
| S2−              | W+VI                         | Tiowolframat     |
| Se2−             | As+III                       | Selenioarsenit   |
| Se2−             | Sb+III                       | Selenioantimonit |
| Se2−             | Bi+III                       | Seleniobismutit  |
| Se2−             | Sb+V                         | Selenioantimonat |
| Te2−             | Bi+III                       | Tellurobismutit  |

Metallkatjoner i A-positionen kan vara Pb2+, Ag+, Cu+, Zn2+, Hg2+, Tl+, Cd2+, Fe2+, Sn2+, Mn2+, Au+ bland annat.
Ett exempel på att vattenmolekyler kan förekomma som hydrat i sulfosalter är gerstleyit, Na2(Sb, As)8S13•2H2O.

## Användning
Lokalt har sulfosaltmineral användning för utvinning av sällsynta metaller såsom Ag, Au, Tl, Te.
Många sulfosalter kan framställas i laboratorier, även sådana som inte förekommer som mineral i naturen.
Några sulfosalter har på grund av dess halvledaregenskaper vunnit industriellt intresse. Syntetiskt framställda sulfosalter (Snx(Sb,Bi)y(S,Se)z och CuInSe2) kan användas i solceller. Vidare kan sulfosalter användas för tillverkning av detektorer för röntgenstrålning.

## Exempel på några sulfosaltmineral
Boulangerit, Pb5Sb4S11, uppträder mest som fibriga stråliga massor. Mineralet är känt från Nasafjällets koppar-silvergruva i Lappland.
Emplectit, CuBiS2, är ett gråvitt mineral med envärt koppar.
Enargit, Cu3AsS4, är ett svart metallglänsande mineral med femvärd arsenik, alltså ett tioarsenat.
Galenobismutit, Pb2Bi2S5, bildar platta och nålformiga kristaller med stark metallglans och har bland annat hittats i Gladhammars gruva i Småland. Typprov från Kogruvan Nordmark Värmland finns på Naturhistoriska riksmuseet.
Goldfieldit, Cu10Te4S13, har fyrvärt tellur som centralatom.
Hatchit, AgPbTlAs2S5, är ett talliumhaltigt mineral.
[Pyrargyrit], Ag3SbS3, är ett svart mineral med mörkröda nyanser som i små mängder har hittats i gruvan Garpenberg Norra.
Schlemait, (Cu,∇)6(Pb,Bi)Se4, är ett sällsynt sulfosalt med vakans i den kemiska formeln. Tecknet ∇ används här för att beteckna vakans.
Sulvanit, Cu3VS4, är ett mineral med vanadin som centralatom i anjonkomplexet. 
Tetrahedrit, Cu10(Fe,Zn)2(SbAs)4S13, är ett grått, brunt eller nästan svart kubiskt mineral. Sällan hittas det rena ändledet med bara antion (Sb). Mineralet bildar en serie med tennantit Cu10(Fe,Zn)2(AsSb)4S13 där arsenik dominerar över antimon. I Sverige har tetrahedrit hittats bland annat i Burklandsmalmen i Zinkgruvan.
Wittit, Pb9Bi12(S,Se)27,är ett sällsynt selenförande Pb-Bi-sulfosalt från Falu gruva. Det bildar silvervita bladiga stängliga aggregat. Typprov finns på Naturhistoriska riksmuseet.